# オレンジバーグ郡
オレンジバーグ郡（英: Orangeburg County）は、アメリカ合衆国サウスカロライナ州の郡である。人口は8万4233人（2020年） 。郡庁所在地はオレンジバーグである。

## 地理
アメリカ合衆国統計局によると、この郡は総面積2,922 km2 (1,128 mi2) である。このうち2,865 km2 (1,106 mi2) が陸地で57 km2 (22 mi2) が水地域である。総面積の1.94%が水地域となっている。

### 隣接する郡
- カルフーン郡 (北)
- クラレンドン郡 (北東)
- ドーチェスター郡 (南東)
- バークレー郡 (南東)
- バンバーグ郡 (南)
- コレトン郡 (南)
- エイキン郡 (西)
- バーンウェル郡 (西)
- レキシントン郡 (北西)

## 人口動勢
2000年現在の国勢調査で、この郡は人口91,582人、34,118世帯、及び23,882家族が暮らしている。人口密度は32/km2 (83/mi2) である。14/km2 (36/mi2) の平均的な密度に39,304軒の住宅が建っている。この郡の人種的な構成は白人37.17%、アフリカン・アメリカン60.86%、先住民0.46%、アジア0.43%、太平洋諸島系0.02%、その他の人種0.36%、及び混血0.70%である。ここの人口の0.96%はヒスパニックまたはラテン系である。

2000年国勢調査に基づくオレンジバーグ郡の人口ピラミッド

この郡内の住民は26.00%が18歳未満の未成年、18歳以上24歳以下が11.90%、25歳以上44歳以下が26.10%、45歳以上64歳以下が22.80%、及び65歳以上が13.20%にわたっている。中央値年齢は35歳である。女性100人ごとに対して男性は87.00人である。18歳以上の女性100人ごとに対して男性は81.60人である。
この郡内の世帯ごとの平均的な収入は29,567米ドルであり、家族ごとの平均的な収入は36,165米ドルである。男性は29,331米ドルに対して女性は20,956米ドルの平均的な収入がある。この郡の一人当たりの収入 (per capita income) は15,057米ドルである。人口の21.40%及び家族の17.00%は貧困線以下である。全人口のうち18歳未満の27.20%及び65歳以上の22.30%は貧困線以下の生活を送っている。

## 都市及び町
- Bowman
- ブランチビル (Branchville)
- Brookdale
- Cope
- Cordova
- Edisto
- Elloree
- Eutawville
- Holly Hill
- Livingston
- Neeses
- ノース (North)
- Norway
- オレンジバーグ (Orangeburg)
- ローズビル (Rowesville)
- Santee
- スプリングフィールド (Springfield)
- Vance
- Wilkinson Heights
- ウッドフォード (Woodford)